# Taschorema kimminsi
Taschorema kimminsi là một loài Trichoptera trong họ Hydrobiosidae. Chúng phân bố ở miền Australasia.